# 威沙特山
威沙特山（英語：Mount Wishart）是南極洲的山峰，位於麥克羅伯特森地，處於柯比山以北9公里的斯庫拉冰川北岸，屬於查爾斯王子山脈的一部分，根據澳大利亞探險隊拍攝的空中照片繪入地圖，現時由南極條約體系管理。